# TechnologiePark Bergisch Gladbach

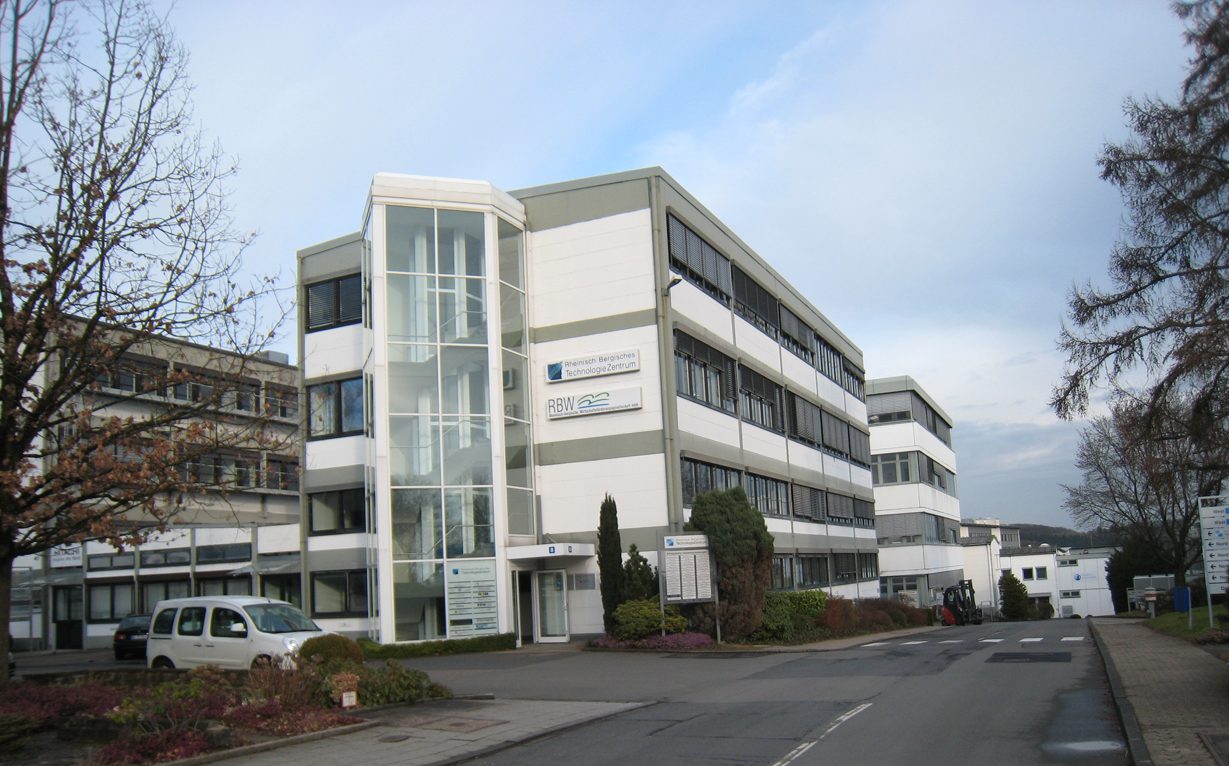
Eingang zum TechnologiePark von der Friedrich-Ebert-Straße aus

Der TechnologiePark Bergisch Gladbach ist ein Gewerbegebiet im Stadtteil Moitzfeld von Bergisch Gladbach. Er verfügt über 75.000 m² Gewerbefläche und liegt in einem Dreieck zwischen der Friedrich-Ebert-Straße und der Overather Straße am nördlichen Rand des Königsforsts. Von beiden Straßen gibt es Zugänge in den Technologiepark. Er hat eine verkehrsgünstige Lage östlich nahe bei Köln direkt an der Bundesautobahn 4 mit der Ausfahrt Moitzfeld.

## Geschichte
Das Gelände gehörte in der Mitte des 19. Jahrhunderts zu der Grube Leopold von Buch. Diese war konsolidiert mit der Grube Weiß, die im südöstlichen Teil des Geländes Klärteiche hatte. Ein Landwirt aus Moitzfeld bewirtschaftete im westlichen Teil des Geländes einige große Felder.
Am 29. Juni 1959 erfolgte hier die Grundsteinlegung für ein Firmengelände der Firma Interatom, die seit 1958 im Alten Schloss Bensberg untergebracht war. Als die ersten Gebäude bezugsfertig waren, begann man 1960 kontinuierlich mit dem Umzug mit zunächst etwa 100 Mitarbeitern. Der weitere Ausbau führte dazu, dass man immer mehr Personal beschäftigen konnte. Zeitweise waren 2000 Personen beschäftigt. Mit dem Ende der Kerntechnologie des Schnellen Brüters in Kalkar hatte die Firma Siemens für die Interatom keine Verwendung mehr. 1994 teilte Siemens der Stadtverwaltung Bergisch Gladbach mit, dass die Hightech-Tochter Interatom in Moitzfeld mit 1800 Mitarbeitern geschlossen werden müsse.
Das war der Start für die Gründung des TechnologieParks Bergisch Gladbach (TBG) und des Rheinisch Bergischen TechnologieZentrums (RBTZ) im gleichen Jahr 1995. Von jetzt an ging die Beschäftigungskurve kontinuierlich nach oben. Heute arbeiten hier etwa 2400 Menschen in 140 Unternehmen.